# نک (بازی ویدئویی)
نک (به ژاپنی: ナック Nakku) یک بازی ویدئویی در سبک سکوبازی است که توسط استودیو ژاپن ساخته شده‌است و به‌دست سونی اینتراکتیو انترتینمنت به عنوان بازی زمان عرضه برای کنسول پلی‌استیشن ۴ منتشر شده‌است.